# Run (canción de BTS)
«Run» es una canción grabada por el grupo surcoreano BTS para su cuarto EP The Most Beautiful Moment in Life, Part 2. La versión oficial en coreano fue publicada el 30 de noviembre de 2015 por Big Hit en Corea del Sur, mientras que la versión en japonés fue lanzada el 15 de marzo de 2016 por el sello Pony Canyon, junto con otras dos canciones como parte de un álbum sencillo.
Los remixes del tema fueron publicados el 2 de mayo de 2016.

## Vídeo musical
Las dos versiones del vídeo musical fueron dirigidas por Choi YongSeok de Lumpens junto con Ko Yoojung, Lee Wonju, Ko Hyunji, y Jung Noori como asistentes de dirección. El director de fotografía fue Nam Hyunwoo de GDW. Otros miembros del personal incluyen a: Song Hyunsuk, quien se encargó de la iluminación y Lee Moonyoung, quien realizó el arte.[cita requerida]

## Promoción
BTS promocionó la versión original de la canción en varios programas de música coreanos, incluyendo Music Bank, Inkigayo, M Countdown, y Show Champion.

## Ediciones
Las versiones en coreano no se publicaron como un álbum. Hay dos versiones para el álbum sencillo en japonés: CD + DVD y la versión normal. Ambas incluyen «Run» y «Butterfly» en la lista de canciones.
- Edición Álbum + DVD (PCCA-4360): Incluye un DVD con la sesión de fotos del álbum y vídeos detrás de escena.
- Edición regular (PCCA-4361): Incluye la canción «Good Day».

## Lista de canciones
- Edición coreana[A][3]

| N.º | Título                  | Letras                                                       | Música | Duración |  |
| 1.  | «RUN»                   | Pdogg, "Hitman" Bang, Rap Monster, Suga, V, Jungkook, J-Hope | Pdogg  | 3:57     |  |
| 2.  | «Run» (Ballad Mix)      | Pdogg, "Hitman" Bang, Rap Monster, Suga, V, Jungkook, J-Hope | Pdogg  | 4:17     |  |
| 3.  | «Run» (Alternative Mix) | Pdogg, "Hitman" Bang, Rap Monster, Suga, V, Jungkook, J-Hope | Pdogg  | 3:56     |  |

- Edición japonesa[2]

| N.º  | Título                           | Letras                                                          | Música | Duración |  |
| 1.   | «Run» (Versión en japonés)       | Pdogg, "Hitman" Bang, Rap Monster, Suga, V, Jungkook, J-Hope    | Pdogg  | 3:55     |  |
| 2.   | «Butterfly» (Versión en japonés) | "Hitman" Bang, Slow Rabbit, Pdogg, Brother Su, RM, SUGA, J-Hope | Pdogg  | 4:04     |  |
| 7:59 |                                  |                                                                 |        |          |  |

| Canción adicional. Versión regular |            |                                   |                 |          |  |
| N.º                                | Título     | Escritor(es)                      | Productor(es)   | Duración |  |
| 3.                                 | «Good Day» | Matt Cab, Ryuja, Suga, J-hope, RM | Matt Cab, Ryuja | 4:25     |  |
| 12:24                              |            |                                   |                 |          |  |

## Créditos y personal
Los créditos están adaptados del CD de «Run».
- Pdogg- Productor, teclado, sintetizador, Arreglo vocal y de rap, ingeniero de audio @ Dogg Bounce
- "Hitman" Bang- Productor
- Rap Monster- Productor
- Suga- Productor
- V- Productor
- Jungkook- Productor, coro
- J-Hope- Productor
- Jeong Jaepil- Guitarra
- James F. Reynolds- Ingeniero de mezcla

## Posicionamiento en listas

### Semanales
| Lista (2015)                              | Mejor posición |
| ----------------------------------------- | -------------- |
| Corea del Sur (Gaon)                      | 8              |
| Estados Unidos (World Digital Song Sales) | 3              |
| Japón (Japan Hot 100)                     | 2              |

## Ventas
| País                 | Versión         | Ventas  |
| -------------------- | --------------- | ------- |
| Corea del Sur (Gaon) | Original        | 598 814 |
| Japón (Oricon)       | En japonés      | 133 469 |
| Corea del Sur (Gaon) | Ballad Mix      | 38 314  |
| Corea del Sur (Gaon) | Alternative Mix | 23 391  |

## Premios y reconocimientos
| Año  | Premios                | Categoría                                      | Resultado | Ref    |
| ---- | ---------------------- | ---------------------------------------------- | --------- | ------ |
| 2015 | Melon Music Awards     | Mejor baile                                    | Ganador   | [ 12 ] |
| 2015 | Melon Popularity Award | Premio de popularidad semanal (7 de diciembre) | Ganador   |        |

| Canción | Programa      | Fecha                   | Ref    |
| ------- | ------------- | ----------------------- | ------ |
| «Run»   | The Show      | 8 de diciembre de 2015  | [ 13 ] |
| «Run»   | Music Bank    | 11 de diciembre de 2015 | [ 14 ] |
| «Run»   | Music Bank    | 8 de enero de 2016      | [ 14 ] |
| «Run»   | Show Champion | 9 de diciembre de 2015  | [ 15 ] |
| «Run»   | Show Champion | 16 de diciembre de 2015 | [ 15 ] |

| Critic/Publication | List                                      | Rank | Ref.   |
| ------------------ | ----------------------------------------- | ---- | ------ |
| Billboard          | Las 20 mejores canciones de K-pop de 2015 | 3    | [ 16 ] |

## Historial de lanzamiento
| País   | Fecha                   | Formato              | Versión    | Sello                |
| ------ | ----------------------- | -------------------- | ---------- | -------------------- |
| Varios | 30 de noviembre de 2015 | Descarga digital     | Original   | Big Hit              |
| Varios | 15 de marzo de 2016     | Descarga digital     | En japonés | Big Hit, Pony Canyon |
| Japón  | 15 de marzo de 2016     | CD, descarga digital | En japonés | Big Hit, Pony Canyon |
| Varios | 2 de mayo de 2016       | Descarga digital     | Remix      | Big Hit              |